# Євлеський цап

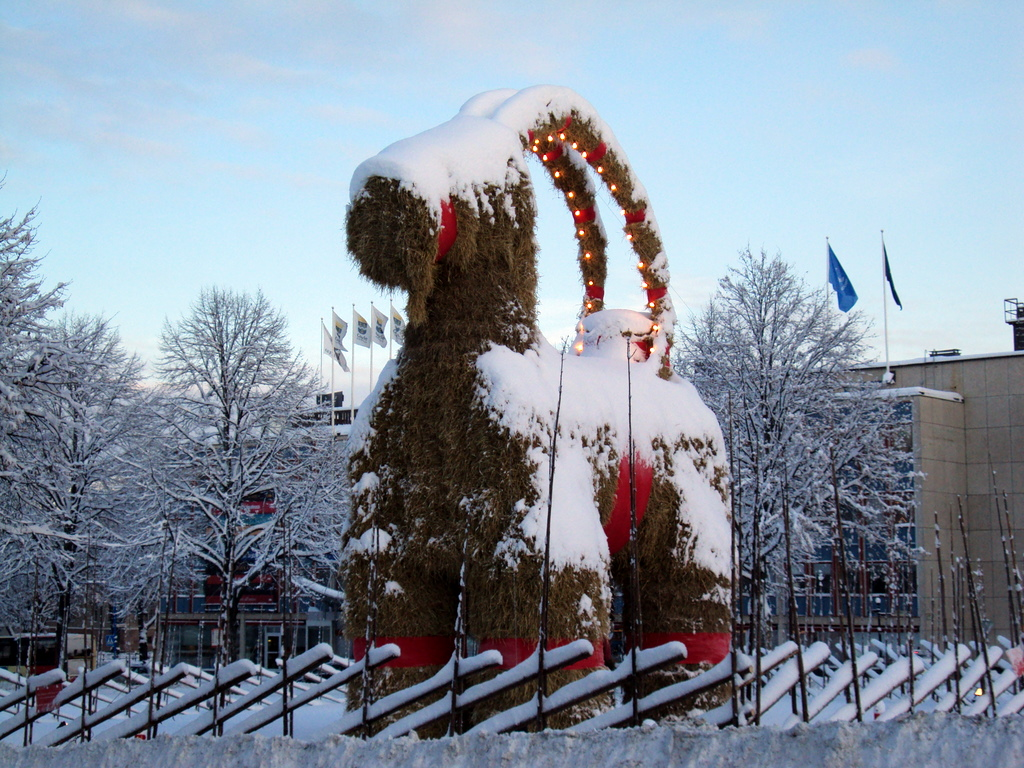
Цап Євле в 2009 році

Євлеський цап (швед. Gävlebocken) — традиційна різдвяна споруда яку зводять щорічно на центральній площі в місті Євле Швеції. Це гігантська версія фігурки традиційного шведського різдвяного козла зроблена з соломи. Зводиться кожного року на початку Адвенту за два дні місцевою громадою. Став відомим через підпали. Незважаючи на охоронні заходи і присутність поблизу пожежної станції, цап був спалений майже кожного року з першої його появи в 1966 році.
Починаючи з 1986 року в місті будуються дві статуї: одна споруджується «Південними торговцями», інша — клубом природничих наук при школі Васа.

## Історія
Євлеський цап будується кожного року на перший день Адвенту, який за західно-християнською традицією припадає на кінець листопада або початок грудня, в залежності від календарного року. В 1966 році, рекламному консультанту, Стіґу Ґавлєну, прийшла ідея будувати на площі гігантську версію традиційного різдвяного цапа. Конструкція першої статуї була доручена тодішньому начальнику пожежного депо, брату Ґавлєна — Йорґену. Споруджували конструкцію пожежники, і робили це кожного року від 1966 до 1970 і від 1986 до 2002. Перший цап був профінансований Арі Стромом. Першого грудня 13 метрів заввишки, 7 метрів завдовжки, трьох-тонний цап був поставлений на площі. Напередодні Нового року він був спалений, порушника знайшли, і засудили за вандалізм. Цап був застрахованим, і тому Стром отримав свої гроші назад.
Група бізнесменів відомих як «Південні торговці» (швед. Söders Köpmän) фінансували побудову цапа в наступні роки. В 1971 році вони перестали фінансувати спорудження. Клуб природничих наук (швед. Naturvetenskapliga Föreningen) школи Васа (швед. Vasaskolan) почали будівництво споруди. Їхній різдвяний цап був близько двох метрів. Через позитивні відгуки які вони отримали, клуб продовжив будівництво в наступні роки. «Південні торговці» відновили спорудження власних цапів в 1986 році.
Цап 1966 року коштував 10000 шведських крон. Ціна будівництва цапа в 2005 році була близько 100000 крон. Місто оплачує третину кошту, решту оплачують «Південні торговці».

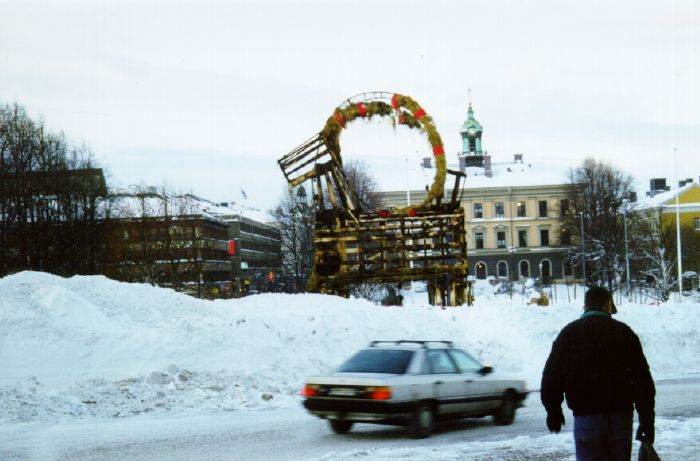
Євлеський цап після підпалу під час завірюхи 1998 року

Споруда стала відомою через постійні спроби підпалу і руйнування вандалами. Через близькість пожежної станції, пожежу вдавалось погасити до пошкодження дерев'яного скелету конструкції. Якщо цап був спалений до 13 грудня, дня пам'яті святої Луції, то споруду зводили знову. Дерев'яну конструкцію ремонтували, а цапа збирали з соломи яку «Цаповий комітет» замовив наперед. У 2001 році цапа спалив 51 річний турист з Клівленду, який провів 18 днів у в'язниці і був засудженим до виплати 100000 крон збитків. Суд конфіскував його запальничку аргументуючи, що він очевидно не може нею відповідально користуватись. Підсудний заявив, що він не є «козлопалом», і думав, що бере участь в абсолютно легальній традиції спалення цапа. Після виходу з в'язниці він повернувся до США не сплативши штрафу.
У 1996 році «Південні торговці» поставили камери спостереження для слідкування за спорудою. 27 листопада 2004 року домашня сторінка Євлеського цапа була зламана, і одна з двох камер була змінена. Одного року на охорону цапа була поставлена варта, щоб запобігти вандалізму. Коли температура впала нижче нуля, вартові сховалися від холоду в ресторан, і цапа спалили.
Під час вихідних 3-4 грудня 2005 року було проведено серію атак на споруди різдвяних цапів по всій Швеції. Євлеський цап був спалений 3 грудня. Цапи в містах Вісбю, Сьодершопі також були спалені, і цап в Лікселе отримав невеликі пошкодження ніг.
Різдво 2006 року відзначало 40-річчя Євлеського цапа, в неділю третього грудня місто організувало святкування на честь цапа. «Цаповий комітет» обробив статую вогнетривкою речовиною, яку використовують для літаків. В минулі роки через росу вогнетривка речовина стікала; щоб не допустити цього в 2006 було використано спеціальний розчин. Не зважаючи на ці зусилля, цап був знищений 36 раз. 27 листопада 2016 року цапа спалили використовуючи бензин, через декілька годин після інавгурації.

## Галерея

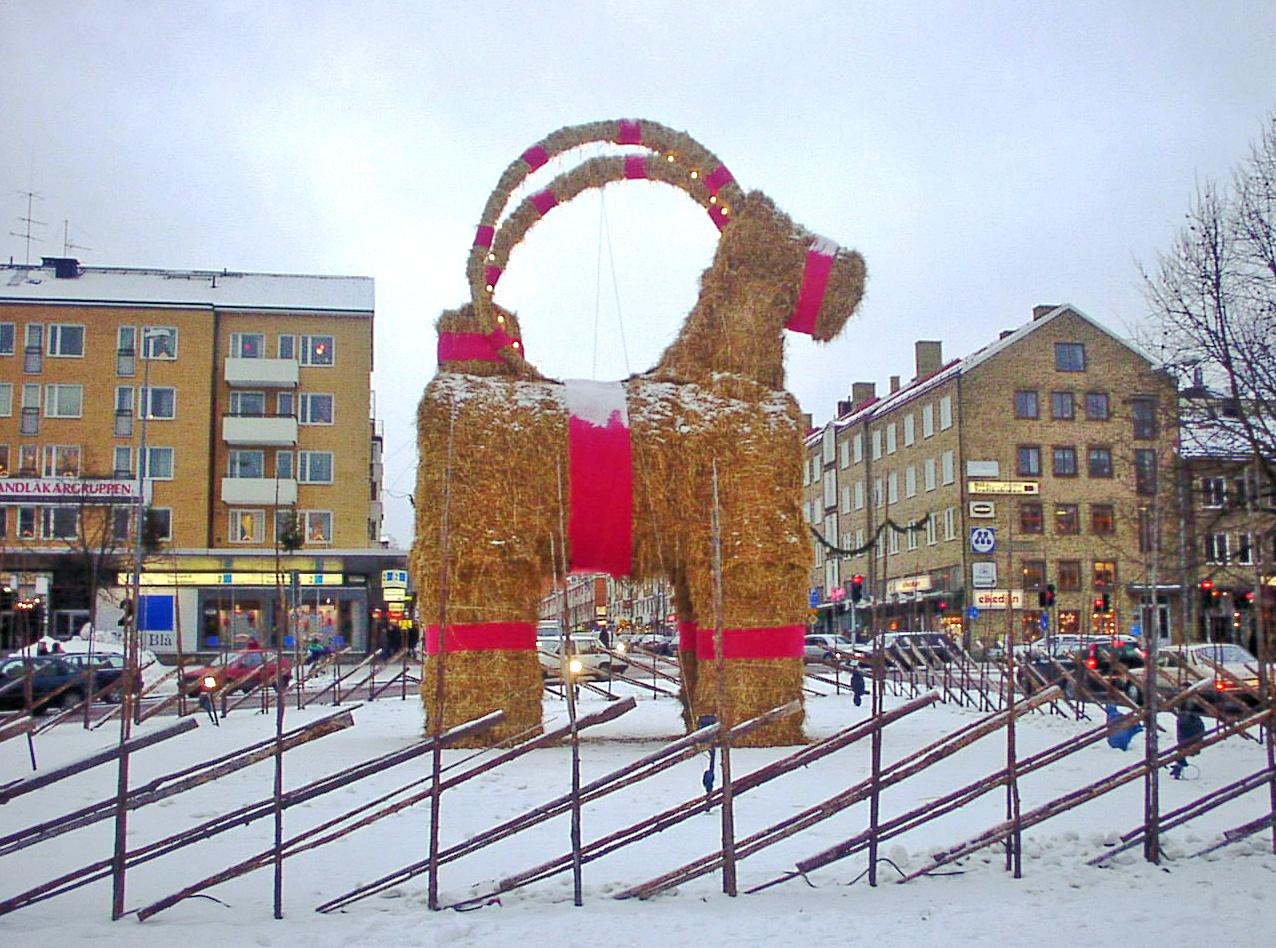
2003 рік
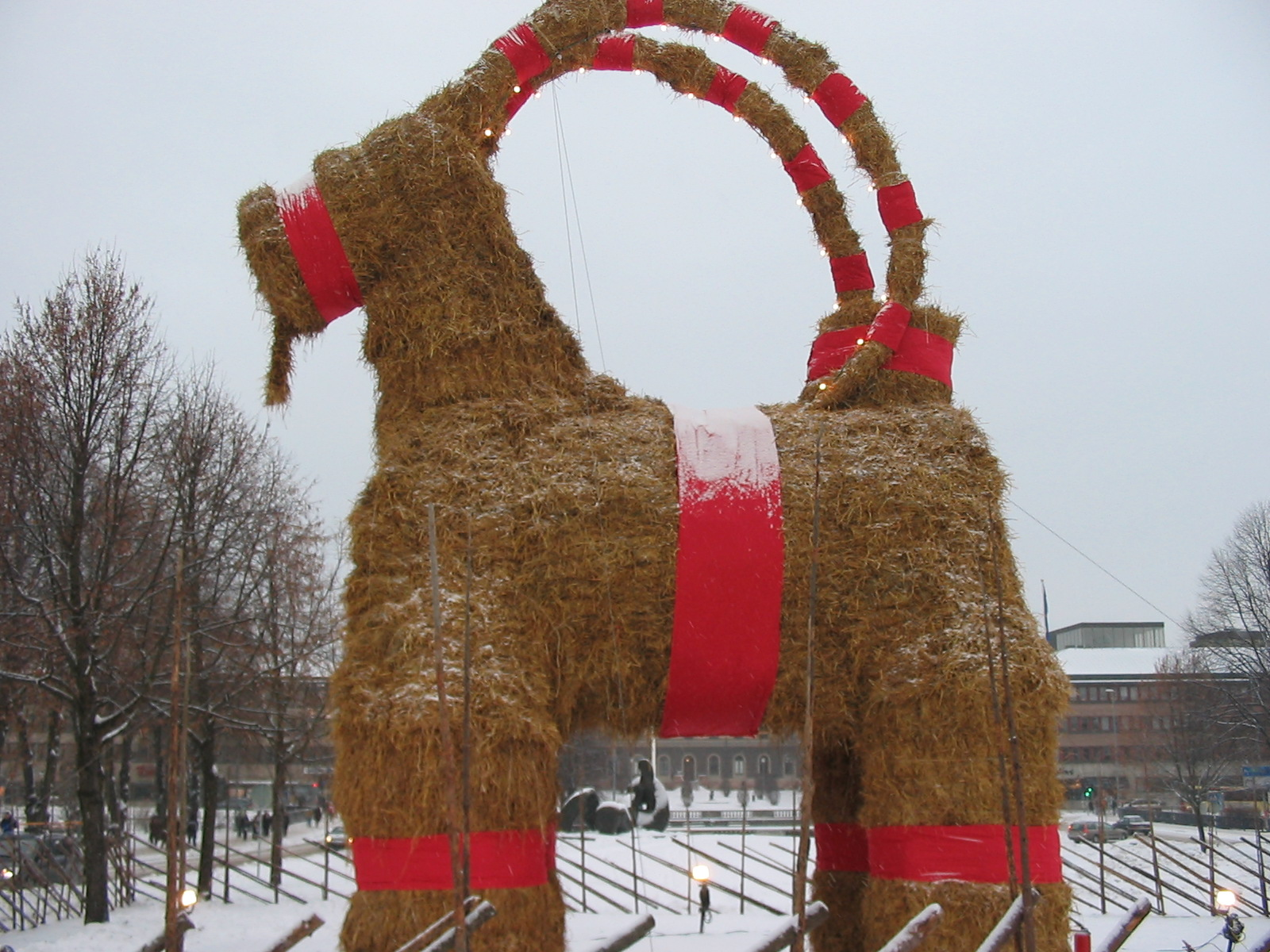
2004 рік
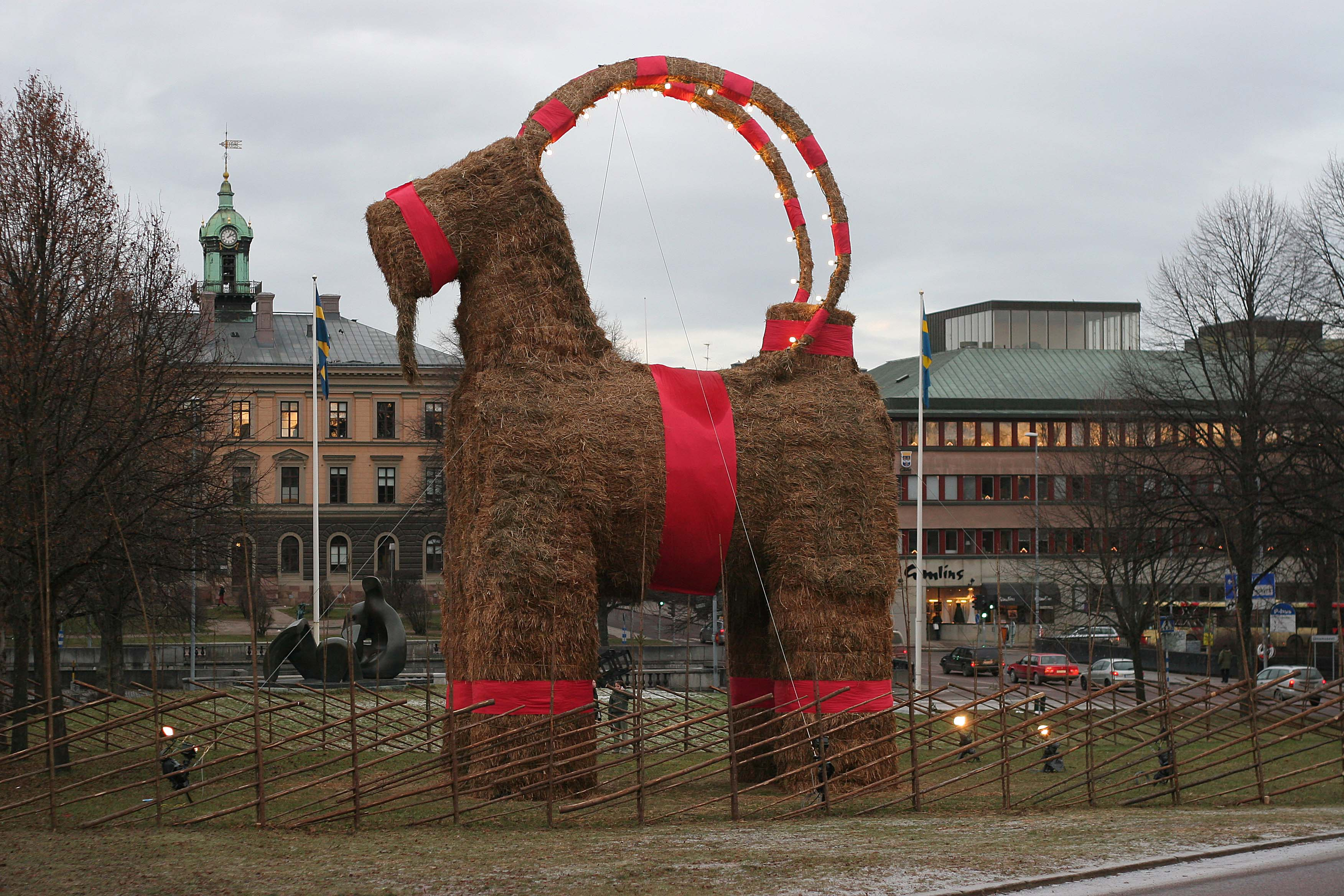
23 грудня 2006 року
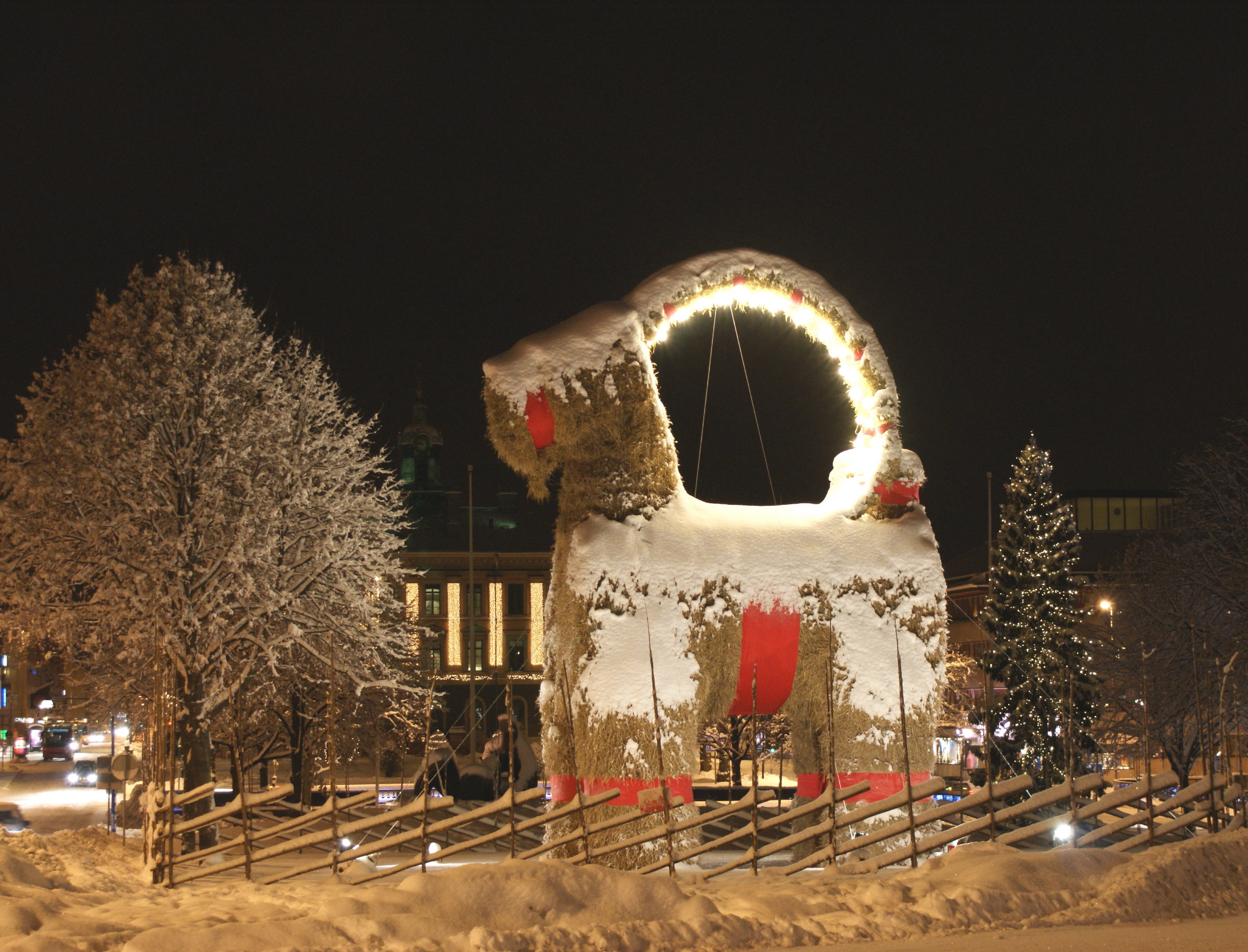
21 грудня 2009 року
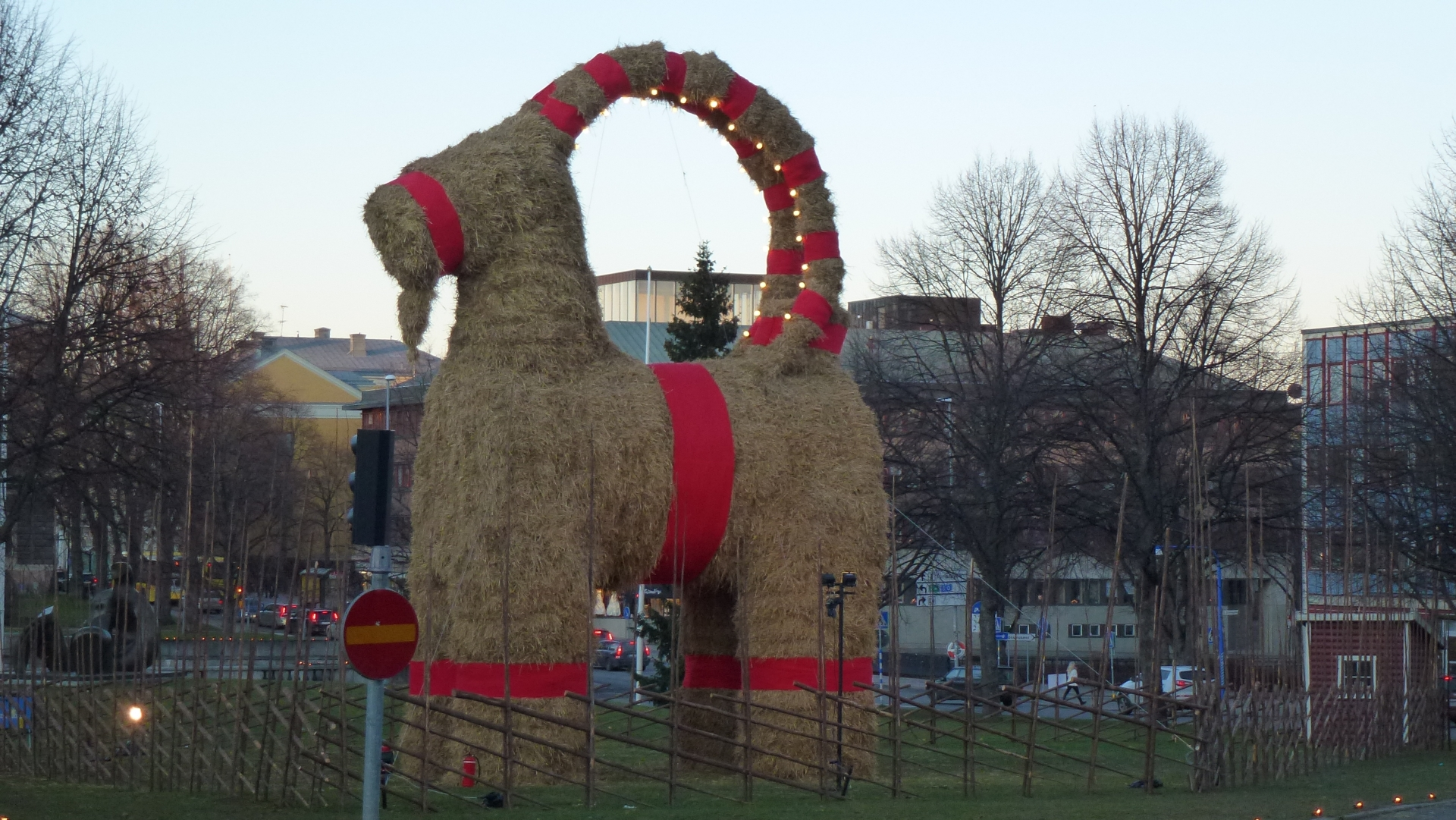
2011 рік
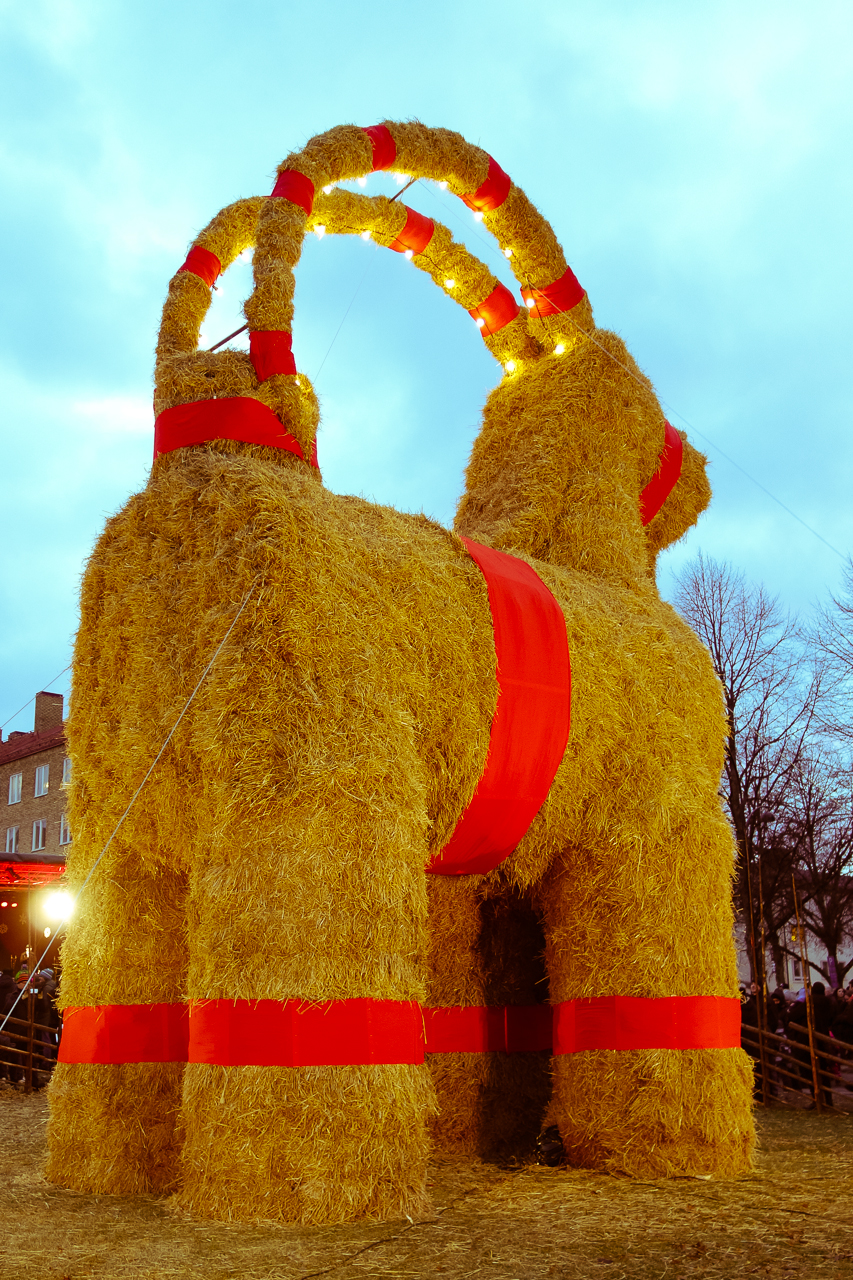
2013 рік

## Доля споруди по роках
| Рік  | Додаткова охорона | Дата знищення                   | Метод знищення                         | Замітки |
| ---- | --- | ------------------------------- | -------------------------------------- | --- |
| 1966 | | 31 грудня                       | Вогонь                                 | |
| 1967 | | Зберігся                        | Зберігся                               | |
| 1968 | Додано огорожу. | Зберігся                        | Зберігся                               | |
| 1969 | Середину цапа захищено металевою сіткою.                                                                                             | 31 грудня                       | Вогонь                                 | |
| 1970 | | Шість годин після зведення      | Підпал винили на двох п'яних підлітків | З фінансовою допомогою цап був відбудований з озерного очерету. |
| 1971 | | ?                               | Розламаний на частини                  | «Південні торговці» втомились від постійного руйнування, і перестали споруджувати цапів. Клуб природничих наук школи Васа звів малу статую цапа. |
| 1972 | | ?                               | Зруйнований                            | |
| 1973 | | ?                               | ?                                      | |
| 1974 | | ?                               | Вогонь                                 | |
| 1975 | | ?                               | ?                                      | |
| 1976 | | ?                               | Збитий автомобілем                     | |
| 1977 | | ?                               | ?                                      | |
| 1978 | | ?                               | Розбитий вщент                         | |
| 1979 | Після підпалу першого, другий цап був захищений від вогню.                                                                           | До спорудження                  | Вогонь/Розламаний                      | Другий цап був зруйнований. |
| 1980 | | 24 грудня                       | Вогонь                                 | |
| 1981 | | Зберігся                        | Зберігся                               | |
| 1982 | | 13 грудня                       | Вогонь                                 | |
| 1983 | | ?                               | Зруйновано ноги                        | |
| 1984 | | 12 грудня                       | Вогонь                                 | |
| 1985 | Огорожено 2 метровим металевим парканом, на варту поставлено піхотинців Євлеського I 14 полку.                                       | січень                          | Вогонь                                 | Цап клубу природничих наук заввишки 12.5 метрів вперше було згадано в «Книзі рекордів Гіннеса». |
| 1986 | | 23 грудня                       | Вогонь                                 | «Південні торговці» знову збудували цапа, вперше після 1971 року, якого знову спалили. З 1986 року і надалі споруджується дві статуї, одна — «Південними торговцями», інша — школою Васа. |
| 1987 | Зроблено вогнетривким. | ?                               | Вогонь                                 | |
| 1988 | | Зберігся                        | Зберігся                               | Азартні гравці вперше могли робити ставки на долю цапа через англійських букмекерів. |
| 1989 | | до спорудження/січень           | Вогонь/Вогонь                          | Громадськість зібрала кошти щоб збудувати цапа знову, і його було спалено в січні. В травні 1990 року було споруджено ще одного цапа, на цей раз для зйомки шведського фільму «Блек Джек». |
| 1990 | Цап охоронявся добровольцями. | Зберігся                        | Зберігся                               | |
| 1991 | | 24 грудня                       | Вогонь                                 | Цап мав рекламні сани, які, як виявилось, були нелегально збудовані. Цап пізніше був транспортований до Стокгольму в знак протесту проти закриття I 14 піхотного полку. |
| 1992 | | Через 8 днів, і знову 20 грудня | Вогонь/Вогонь                          | Обидва цапа клубу природничих наук і «Південних торговців» були спалені в оду ніч. Останній був збудований знову, і спалений 20 грудня. Зловмисник був впійманий і ув'язнений. «Цаповий комітет» був сформований в 1992 році. |
| 1993 | Охоронялись шведським домобранством                                                                                                  | Зберігся                        | Зберігся                               | Знову потрапив у «книгу рекордів Гіннеса», школа Васа збудувала цапа заввишки 14.9 метрів. |
| 1994 | | Зберігся                        | Зберігся                               | Споруду возили до Італії разом зі збірною Швеції з хокею на світовий чемпіонат. |
| 1995 | | 25 грудня                       | Вогонь                                 | Норвежець був заарештований за спробу спалити цапа. Було відбудовано на 550 річницю лену Євлеборґ. |
| 1996 | Велось спостереження вебкамерами. | Зберігся                        | Зберігся                               | |
| 1997 | | Зберігся з пошкодженнями        | Зберігся з пошкодженнями               | Пошкоджений феєрверками. Цап клубу природничих наук теж зазнав малих пошкоджень. |
| 1998 | | 11 грудня                       | Вогонь                                 | Спалений під час сильної завірюхи, і потім перебудуваний. |
| 1999 | | За кілька годин                 | Вогонь                                 | «Південні торговці» збудували цапа знову до дня Луції. Цап школи теж був спалений. |
| 2000 | | Кінець грудня                   | Вогонь/Вода                            | Цап клубу природничих наук кинули у річку Євле. |
| 2001 | | 23 грудня                       | Вогонь                                 | Турист з Клівленду, США був заарештований за підпал цапа. Цап школи також був спалений. |
| 2002 | На день святої Луції, цапа стеріг шведський радіо і теле-ведучий Єрт Філкі.                                                          | Зберігся                        | Зберігся                               | 22 річний стокгольмець спробував підпалити цапа «Південних торговців», але спромігся нанести лиш малі ушкодження. |
| 2003 | | 12 грудня                       | Вогонь                                 | |
| 2004 | | 21 грудня                       | Вогонь                                 | |
| 2005 | | 3 грудня                        | Вогонь                                 | Спалений невідомими одягненими як Дід Мороз і Пряникова людина, вистріливши вогняною стрілою. Відновлений 5 грудня. Пошуки відповідальних за підпал було згадано на шведському телешоу «Розшукувані» (швед. Efterlyst) 8 грудня. |
| 2006 | | 20 грудня                       | Вогонь                                 | Цап «Південних торговців» зберігся, і його розібрали 2 січня. Його зберігають в секретному місці. |
| 2007 | | 24 грудня                       | Вогонь                                 | Цап клубу був повалений 13 грудня і спалений 24. Цап «Південних торговців» зберігся. |
| 2008 | | 27 грудня                       | Вогонь                                 | 10000 людей прийшло на урочисте відкриття. Запасного цапа не будували, і не робили його вогнетривким (Ана Остман з «Цапового комітету» зазначила що вогнетривка речовина псувала вигляд цапа в минулі роки, робила його схожого на коричневого тер'єра). 16 грудня цап клубу природничих наук був зруйнований. 26 грудня була спроба спалити цапа «Південних торговців», але вогонь погасили перехожі. Наступного дня цапа все ж таки спалили невідомі о 3:50 CET. |
| 2009 | | 23 грудня                       | Вогонь                                 | 7 грудня була спроба підпалу цапа «Південних торговців». Було зроблено невдалу спроба скинути цапа школи в річку 11 грудня. Зловмисник тоді спробував підпалити статую, що теж закінчилось невдачею. Невідомий викрав цапа використовуючи вантажівку в ніч 14 грудня. В ночі 23 грудня цап «Південних торговців» був спалений хоча мав товстий шар снігу на спині. Також за цапом спостерігало дві вебкамери які були вимкнуті DoS-атакою, перед підпалом.         |
| 2010 | | Зберігся                        | Зберігся                               | Вночі 2 грудня була невдала спроба підпалу цапа клубу природничих наук. 17 грудня шведський сайт новин написав що одному з вартових цапа «Південних торговців» запропонували плату, щоб він залишив пост і споруду вкрали за допомогою гелікоптера, і перенесли до Стокгольму. Обидва експонати збереглися і були розібрані в січні 2011 року. |
| 2011 | Обприсканий водою щоб створити захисний прошарок криги.                                                                              | 2 грудня                        | Вогонь                                 | Через теплу погоду крига розтанула. |
| 2012 | | 12 грудня                       | Вогонь                                 | |
| 2013 | Змочено вогнестійкою рідиною. | 21 грудня                       | Вогонь                                 | |
| 2014 | | Зберігся                        | Зберігся                               | |
| 2015 | | 27 грудня                       | Вогонь                                 | |
| 2016 | | 27 листопада                    | Вогонь                                 | Зруйновано арсоністом за допомогою бензину в день відкриття. Організатори сказали що цапа не будуть перебудовувати цього року. Статую замінили маленькою реплікою зробленою учнями локальної школи. Репліка була збита машиною. |
| 2017 | Подвійний паркан, камери, охоронці                                                                                                   | Зберігся                        | Зберігся                               | Цап урочисто відкритий 3 грудня. Спроб підпалу не зафіксовано. |
| 2018 | Паркан, камери, охоронці, стоянка таксі, щоб збільшити кількість людей поблизу                                                       | Зберігся з пошкодженнями        | Зберігся з пошкодженнями               | Цап урочисто відкритий 2 грудня. 15 грудня уночі сталася спроба підпалу цапа клубу природничих наук, що нанесла незначні пошкодження його передній лівій нозі. |
| 2019 | Подвійний паркан, цілодобова камера відеоспостереження. Двоє охоронців з собакою на цілодобовому патрулі довкола.                    | Зберігся                        | Зберігся                               | Цап урочисто відкритий 1 грудня. 13 грудня пожежники відповіли на дзвінок про те, що «малий цап» горить: виявилося, що хтось приніс і підпалив мініатюрну версію цапа. Цап клубу природничих наук згорів на світанку 27 грудня, але не впав. Підозрюваного затримали. Це вперше, що цап зберігся понад два роки поспіль. |
| 2020 | Охоронці, подвійний паркан, цілодобова камера відеоспостереження, публічна вебкамера.                                                | Зберігся                        | Зберігся                               | Цап урочисто відкритий 29 листопада. Через пандемію COVID-19 інавгурація була онлайн, а громадянам радили не збиратися навколо цапа. Додаткових святкувань не було. За час свят 2020 року цапа пошкоджено не було, тобто він зберігся уже чотири роки поспіль. |
| 2021 | | 17 грудня                       | Вогонь                                 | Цап клубу природничих наук згорів на початку доби 12 грудня. Більший цап згорів 17 грудня. Було заарештовано 40-річного чоловіка, якого пізніше засудили до шести місяців у в'язниці і відшкодування збитків у розмірі 109 тис. крон. |
| 2022 | Майже цілодобова публічна вебкамера реального часу, подвійний паркан, цілодобова охорона                                             | Зберігся                        | Зберігся                               | Цап урочисто відкритий 27 листопада. Через будівництво на Замковій площі, де цапа традиційно ставлять, його перемістили за кілька кварталів на північ. 1 січня стрим вебкамери припинився, а наступного дня цапа прибрали. |
| 2023 | Цілодобова охорона на місці, подвійний паркан, цілодобова публічна вебкамера.                                                        | По трохи впродовж грудня        | Роздзьобаний галками (лишилася рама)   | Через те, що цапа було зроблено з соломи зі значною кількістю залишкового зерна, цап, хоч і не був знищений людьми, значно постраждав від зграй галок, які його дзьобали. |
| 2024 | Цілодобова охорона на місці, подвійний паркан, цілодобова публічна вебкамера. Використано солому кращої якості, щоб віднадити галок. | Зберігся                        | Зберігся                               | Жива трансляція почалася 28 листопада. Офіційне відкриття цапа відбулося 1 грудня. 13 грудня соцмережами поширився дипфейк нібито підпаленого цапа. |

## Цап клубу природничих наук

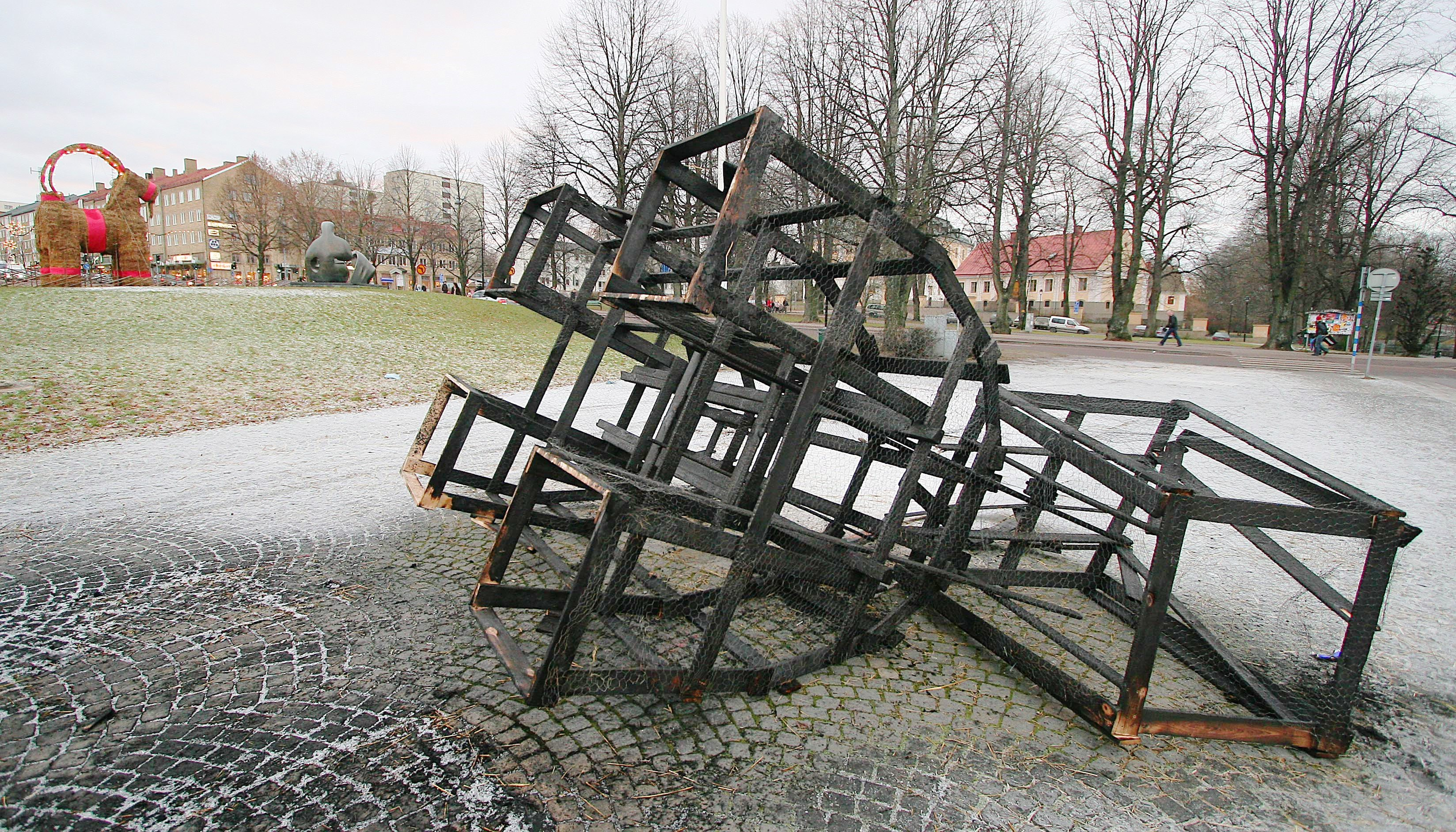
Спалений цап клубу природничих наук в 2006 році, на фоні більшої версії

З 1986 року в Євле будуються два цапи: один — «Південними торговцями», інший — клубом природничих наук школи Васа. До 1985 року рекордна висота спорудженого цапа належала торговцям, але з роками клуб почав будувати більші, і більші конструкції і в 1985 році їхній цап потрапив у «книгу рекордів Гіннеса» з офіційною висотою в 12.5 метрів. Творець першого цапа, Стіґ Ґавлєн, сказав що їхній цап виграв нечесно, через те що не був таким привабливим як цап торговців, і мав дуже видовжену шию. Наступного року «Південні торговці» зрозуміли цінність публічності і спорудили гігантського цапа, а шкільний клуб спорудив меншого в знак протесту. «Південні торговці» мали на меті знову забрати світовий рекорд, але виміри показали, що їхній цап не дотягував до рекорду. Наступні сім років ніхто не зазіхав на світовий рекорд, але між клубом і торговцями були натянуті відносини, наприклад, клуб природничих наук поставив табличку біля свого цапа, бажаючи усім щасливого Різдва, окрім «Південних торговців».
У 1993 році «Південні торговці» знов оголосили, що вони зазіхнуть на світовий рекорд. Їхній цап був 10,5 метрів по завершенню спорудження. Клуб природничих наук збудував цапа висотою в 14,9 метрів, через що вони знову потрапили в «книгу рекордів Гіннеса».